# Neostenotarsus
Neostenotarsus là một chi nhện trong họ Theraphosidae.

## Các loài
Chi này gồm các loài:
- Neostenotarsus scissistylus (Tesmoingt & Schmidt, 2002)